# Ooidius
Ooidius is een geslacht van kevers uit de familie van de loopkevers (Carabidae). De wetenschappelijke naam van het geslacht is voor het eerst geldig gepubliceerd in 1847 door Chaudoir.

## Soorten
Het geslacht Ooidius omvat de volgende soorten:
- Ooidius advolans (Nietner, 1857)
- Ooidius crassiceps G.Muller, 1942
- Ooidius dorsiger (Klug, 1853)
- Ooidius ephippium (Dejean, 1829)
- Ooidius madecassus (Jeannel, 1948)